# Regreso de kickoff
En el fútbol americano canadiense un retorno de kickoff o regreso de kickoff (en México es también conocido como regreso de patada) es el acto de regresar un kickoff hecho por el equipo contrario. 

## Kickoff
Un kickoff ocurre al comienzo de cada mitad del partido y al comenzar una prórroga (esto en las ligas NFL, CFA y Arena Football League). Después de un touchdown o un field goal, también hay un kickoff realizado por el equipo que logró anotar esos puntos. También existe un kickoff especial llamado "free kick" después de un safety realizado por el equipo que permitió el safety.

## Regreso
Para recibir un kickoff y comenzar un regreso de kickoff, el equipo receptor se ubica a sus 11 jugadores a diez yardas del punto donde será ejecutado el kickoff. Usualmente hay uno o dos jugadores jugando en lo más profundo del campo (cerca de la línea de gol) los cuales intentarán atrapar o recoger el balón después de ser pateado por el kicker del equipo contrario. Intentarán llevar el balón lo más lejos posible dentro del campo de juego contrario, sin ser tackleados o sin salir del campo de juego. Los otros jugadores tratarán de bloquear a todos los jugadores que traten de tacklear al que tiene el control del balón.